# François Froger
Pour les articles homonymes, voir Froger.
François Froger, né à Laval ou au Mans en 1676, est un ingénieur-hydrographe et explorateur français. Il s'engagea dans la marine et navigua dans de nombreux pays. Il vivait encore en 1715.

## Biographie

### L'Amérique du Sud

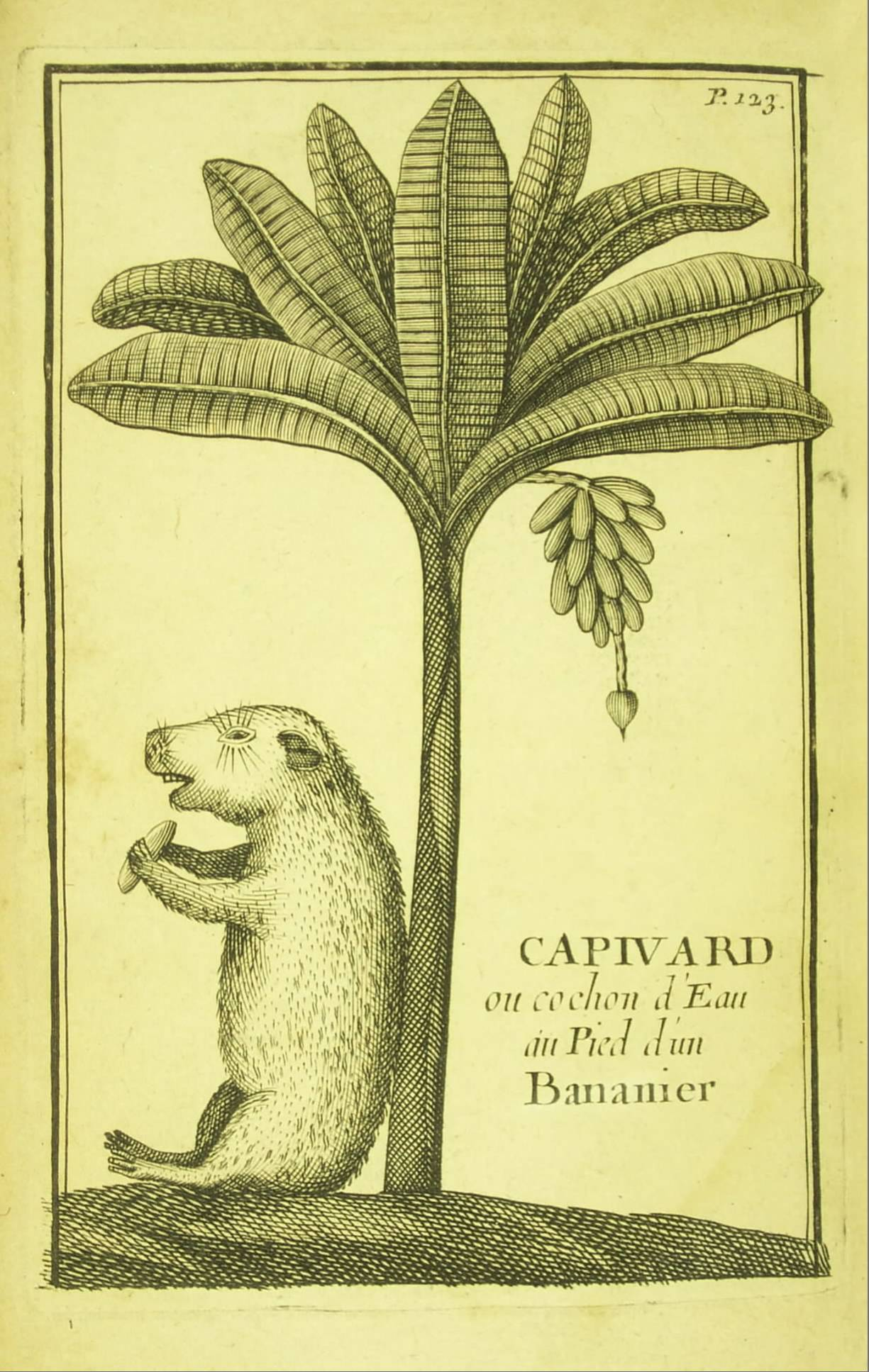
Relation d'un voyage (1698)

Il n'était âgé que de dix-neuf ans, lorsqu'en 1695 il s'embarqua sur l'escadre de Jean-Baptiste de Gennes, qui allait faire une expédition sur la côte orientale de l'Amérique du Sud. Le but de l'expédition était d'atteindre les côtes du Pérou, mais des vents non favorables les empêchèrent de passer le détroit de Magellan.
Froger, voyant que tous ceux qui avaient accompagné M. de Gennes dans cette expédition gardaient le silence, résolut de publier, la relation qu'il avait composée, dit-il, pour son instruction particulière. Il s'était donc fait l'historiographe de cette entreprise avortée dans sa Relation d'un voyage fait en 1695, 1696, 1697. 
Froger, que la lecture des voyages avait familiarisé avec l'histoire du monde, était parti dans le dessein d'observer tout ce qui mérite l'attention du voyageur : il s'appliqua surtout à faire des cartes particulières des ports et des rivières. Sa relation est la première qui donne les détails d'un voyage au détroit de Magellan, entrepris par des Français.

### La Chine
Dans les premiers mois de l'année 1698, Froger quittait de nouveau La Rochelle, allant en Chine, et rentrait à Brest en 1701. 

#### Redécouverte auXIXesiècle
En 1859, un Anglais, Saxe Bannister, publia un tout autre récit du premier voyage de l'Amphitrite, traduit par lui en anglais d'après un manuscrit inédit :A Journal of the First French Embassy to China, 1698-1700 ; le récit de voyage n'occupait qu'une partie du livre, Claudius Madrolle, qui a donné une version française abrégée de l'édition anglaise de 1859, a dit que l'original français en avait été composé « soit par l'officier de bord Filye, soit plus probablement par l'enseigne de Lagrange », mais cette fois encore s'est abstenu de décrire les motifs de son opinion. Henri Froidevaux a admis sans réserve que l'auteur était de Louis de Chancel de Lagrange. Au début du XXe siècle, E. A. Voretzsch, a trouvé à la Bibliothèque d'Ajuda un manuscrit français accompagné de quinze plans et d'un routier avec profils côtiers, le tout intitulé Relation du premier voyage des Français à la Chine présenté à Monseigneur le comte de Pontchartrain, et dont l'auteur signait la dédicace « F. Froger ». Cette Relation est l'ouvrage même dont Saxe Bannister avait eu une copie parfois divergente et qui n'est donc ni de Filye ni de Lagrange.

#### Les lettres
Froger demeura à Brest jusqu'en 1704, se plaignant de n'être pas employé. Enfin, nommé commandant de la flûte L'Amazone, il partit de Paimbœuf sur ce navire vers la fin de l'année 1704 et se rendit au Sénégal. Il mourut après 1715. Il avait écrit la relation de son voyage en Chine. Il se proposait de la faire publier par la veuve Barbin; mais il changea d'avis avant que l'impression de l'ouvrage ne fût commencée. 
Diverses lettres de Froger à Nicolas Toinard étaient conservées dans la bibliothèque de Jacques-Charles Brunet.

Le seul ouvrage de bibliographie du XIXe siècle à avoir parlé du Voyage en Chine de Froger est le Manuel du Libraire où Jacques Charles Brunet inséra la note suivante : 

« Froger avait rédigé la relation d'un voyage qu'il avait fait sur l'Amphitrite, de 1698 à 1700, et qui avait principalement pour but les côtes de la Chine. Il fit hommage de son œuvre à Phélypeaux de Pontchartrain qui s'intéressa au jeune homme, et, comme Froger le dit lui-même dans sa dédicace, lui procurera un embarquement sur l'Amphitrite. Cette relation, présentée à M. de Pontchartrain, allait être mise sous presse, à Paris, lorsque la mort du libraire Barbin fils, arrivée en 1701, en empêcha l'impression. Le même officier ayant été nommé commandant de la flotte l'Amazone, s'embarqua sur ce navire, le 7 septembre 1704, et fit voile pour la côte du Sénégal, mais on ignore ce qu'il devint ensuite. Je possède une correspondance fort curieuse de cet ingénieur avec Nicolas Thoinard. »

On ne sait ce qu'il est advenu des lettres ainsi vendues en 1868 Les lettres de Froger comportent 48 lettres, dont 3 seulement sont signées ; La Rochelle et Brest, 1698-1704, environ 80 p. in-4. Dans la première lettre, de La Rochelle, 3 mars 1698, il annonce son départ prochain, le 3 juin suivant il écrit à Thoinard du cap de Bonne-Espérance et lui narre les détails de la traversée. Rentré à Brest, c'est de là qu'il date les 44 lettres suivantes Froger se plaint qu'on ne lui donne pas d'avancement (27 décembre 1702). Froger, nommé commandant de la flûte l'Amazone, part pour la côte du Sénégal, et il annonce cela à Thoinard par une lettre datée de Paimbœuf, le 25 septembre 1704. Il existe à la Bibliothèque nationale de France, dans la collection d'Anville, un plan de Saint-Louis du Sénégal par Froger, daté de 1705.

## Inconnu
Les grands dictionnaires biographiques du XIXe siècle ne savent pas grand chose de François Froger. La Nouvelle Biographie générale de Didot, dans un article signé A. de Lacaze, le dit né en 1676, encore vivant en 1715, et ne parle que de son voyage sur l'escadre de de Gennes. L'article de la Biographie Michaud, signé E-s ajoute à la date de naissance de 1676 l'indication que ce fut à Laval. Ni l'un ni l'autre article ne disent rien du voyage en Chine.
Le Bulletin de la Société des archives historiques de la Saintonge et de l'Aunis rend compte d'une hypothèse sur son éventuelle origine saintongeaise, tendant à le rattacher à la famille Froger de la Rigaudière et de l'Éguille.

## Publications
- Relation d'un voyage fait en 1695, 1696 et 1697 aux côtes d'Afrique, détroit de Magellan, Brésil, Cayenne et isles Antilles, par une escadre des vaisseaux du roy, commandée par M. De Gennes, Paris, quay de l'Horloge, 1698[25], in-16, 200 p., avec des cartes et des figures, 1699, 1700 ; Amsterdam, 1699, 1702, Lyon, 1702, L'Honoré et Chatelain, 1715[26], in-16, avertis. 227 p., cartes et pl. (lire en ligne). Une traduction anglaise, A relation of a voyage made in the years 1695, 1696, 1697, on the Coasts of Africa, Streights of Magellan, Brasil, Cayenna, and the Antilles, by a Squadron of French Men of War, under the Command of M. de Gennes est publiée à Londres en 1698 (disponible sur Manioc.org) ; Hauréau indique que Le nombre des éditions atteste le succès de l'ouvrage. C'est un récit fait simplement, et dans lequel on ne trouve aucune de ces longues descriptions qui inspirent toujours une juste défiance.
- Relation du premier voyage des François à la Chine fait en 1698, 1699 et 1700 sur le vaisseau L'Amphitrite. Herausgegeben von E. A. Voretzsch. Leipzig, Verlag der Asia Major, 1926, in-8 ̊, XVIII-187 p. Édition d'un manuscrit conservé à la bibliothèque du château d'Ajuda. Voir en ligne

### Sources partielles
- « François Froger », dans Louis-Gabriel Michaud, Biographie universelle ancienne et moderne : histoire par ordre alphabétique de la vie publique et privée de tous les hommes avec la collaboration de plus de 300 savants et littérateurs français ou étrangers, 2e édition, 1843-1865 [détail de l’édition]
- Paul Pelliot, Journal des savants, 1928, p. 439-441
- Barthélemy Hauréau, Histoire litteraire du Maine, Volume 5, 1872, p. 32 Voir en ligne